# Каскадер (филм из 1994)
Каскадер (хинд. स्टंटमैन) је индијски филм из 1994. године, снимљен у режији Дипак Балраџ Виџ
.

## Улоге
| Глумац               | Улога             |
| -------------------- | ----------------- |
| Џеки Шроф            | Баџранџ Тивари    |
| Зеба Бактиар         | Рина Б. Тивари    |
| Автар Синг Алувалија | Автар Алувалија   |
| Рита Бадури          | Ринан мајка       |
| Тину Ананд           | Прем Кумар        |
| Сатиш Шах            | Мастан            |
| Шакти Капур          | Руп Роки П. Кумар |